# Jerónimo Cortés
Jerónimo Cortés (¿Valencia?, segunda mitad del siglo XVI-Valencia, ante 1611) fue un matemático, astrónomo, naturalista y compilador valenciano.

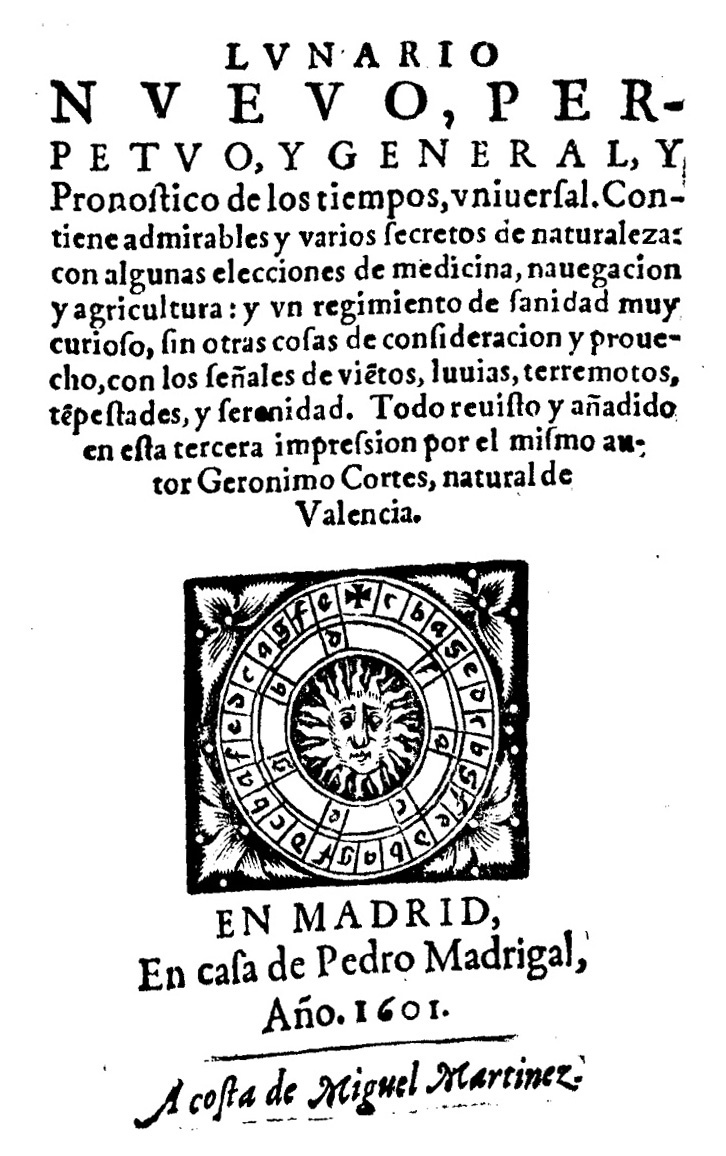
Lunario nueuo, perpetuo, y general, y pronostico de los tiempos, uniuersal, 1601

## Biografía
Se desconocen la fecha y el lugar exactos de su nacimiento, aunque en las portadas y en las licencias de sus obras aparece reiteradamente como "natural de Valencia". Sin embargo, algunas referencias autobiográficas en su Fisonomía natural y varios secretos de naturaleza (¿Valencia?, ¿Juan Crisóstomo Garriz?, ¿1597?) apuntan también hacia Gandía, donde al menos hubo de pasar algún tiempo de niño, por lo que puede dudarse si "natural de Valencia" hace referencia a la ciudad o a la región:

[...] Porque no sólo la filosofía lo enseña, pero también la experiencia lo demuestra, pues hay muchas personas que las han visto caer, y yo en mis primeros años las vi caer muchísimas en el mercado y plaza de la Seu de Gandía, de que no poco se espantaron casi todos los de aquella villa.
Fisonomía natural y varios secretos de naturaleza, ed. Amaranta Saguar, Trier, Hispanistik Trier, 2014-2015.

No se conservan datos biográficos del autor hasta la publicación en 1591 de su primera obra, el Tratado del cómputo por la mano (Valencia, herederos de Joan Navarro, 1591), donde se presenta como "maestro de contar", profesión que desempeñará toda su vida. Esta designación hace dudar que tuviera formación universitaria, como también lo sugiere la imposibilidad de encontrar su nombre en los libros de grados correspondientes del Estudio General y de la Universidad de Gandía.
Los siguientes detalles biográficos los hallamos en la carta dedicatoria de su Lunario perpetuo (Valencia, herederos de Joan Navarro, 1594), donde se presenta como un hombre de familia con una salud no muy estable y aparentes dificultades económicas.

Nunca pensé que la presente obra llegara al fin pretendido, y de Vuestra Merced tan deseado, por la poca salud y muchas ocupaciones que siempre hasta el día de hoy he tenido, así por el cuidado ordinario del mantenimiento de mi familia, como por las obras que sin ésta he compuesto y sacado a la luz; las cuales Vuestra Merced me ha hecho siempre merced de recibirlas debajo de su amparo.
Lunario perpetuo, Valencia, herederos de Joan Navarro, 1594.

A raíz de esto es posible aventurar que para entonces ya había contraído matrimonio con Ángela Rull, quien figura como viuda del autor en la tasa y en los privilegios del Libro y tratado de los animales terrestres y volátiles (Valencia, Juan Crisóstomo Garriz, 1613):

Por cuanto por parte de vos, Ángela Rull y de Cortés, viuda de Jerónimo Cortés, natural de la ciudad de Valencia, nos fue hecha relación que el dicho vuestro marido había compuesto, entre otras obras un Tratado de los animales terrestres y volátiles, con la historia y propiedades dellos, el cual había sido impreso en la dicha ciudad de Valencia, en virtud de la licencia que se le había concedido, de cuyo traslado en forma auténtica hacíades presentación, juntamente con el mismo libro.
Libro y tratado de los animales terrestres y volátiles, Valencia, Juan Crisóstomo Garriz, 1613.

El privilegio para la Corona de Aragón nos informa, además, de que fruto de ese matrimonio nacieron al menos cinco hijos:

[...] y que por su pobreza no los ha podido hacer imprimir, ni sacado el beneficio que sacara el dicho su marido, del cual le han quedado cinco hijos que sustentar, sin tener otra cosa que los dichos libros y trabajos, le hagamos merced de prorrogarle la dicha licencia por otros diez años, y Nos lo hemos tenido por bien, con que se cuenten desde el día que se cumplieren los diez primeros de la dicha licencia.
Libro y tratado de los animales terrestres y volátiles, Valencia, Juan Crisóstomo Garriz, 1613.

Uno de los cuales es el Bartolomé Cortés que firma la dedicatoria del Libro y tratado de los animales terrestres y volátiles (Valencia, Juan Crisóstomo Garriz, 1613), en la que además hallamos que Jerónimo Cortés nunca llegó a ver publicada esta obra en vida:

Pensando estos días con cuidado a qué persona dirigir este Libro de la naturaleza de los animales terrestres y volátiles que con mucho trabajo compuso Jerónimo Cortés, mi padres, después de muy larga lección en autores que tranta de ella, y siendo el último que si viviera hubiera sacado a la luz, después de haber sido tan bien recibidos el de su Aritmética práctica, el de su Fisonomía natural y Lunario y pronóstico perpetuo [...]
Libro y tratado de los animales terrestres y volátiles, Valencia, Juan Crisóstomo Garriz, 1613.

Las dificultades económicas persiguieron al autor toda su vida, a juzgar por los pequeños detalles biográficos que salpican sus obras y, muy especialmente, su Fisonomía natural y varios secretos de naturaleza (¿Valencia?, ¿Crisóstomo Garriz?, ca. 1597). De hecho, toda su producción científica parece motivada por necesidades económicas, lo que explicaría el carácter más bien recopilatorio y divulgativo de sus obras. La única excepción parece ser su Aritmética práctica (Valencia, Juan Crisóstomo Garriz, 1604), que vendría a ser la culminación de toda una vida dedicada a las matemáticas: 

Bien, si a mí fuera posible, lector carísimo, quisiera no haber emprendido la presente obra y facultad de números, así por la inmensidad de sus conceptos como por la infinidad de sus secretos, porque aunque es verdad que ha muchos años que la profeso y enseño, trabajo y deprendo, pero como ésta más que humana ciencia de suyo sea tan profunda y extendida, me parece que voy tan corto y falto en ella que quisiera más saber lo que ignoro que lo que de ella he aprendido.
Aritmética práctica, Valencia, Juan Crisóstomo Garriz, 1604.

Aunque también desconocemos la fecha de su muerte, ésta tuvo que ser anterior al 30 de mayo de 1611, fecha del privilegio para Portugal del Libro y tratado de los animales terrestres y volátiles (Valencia, Juan Crisóstomo Garriz, 1613), en el que Ángela Rull ya figura como viuda: 

Eu el Rey faço saber a os que este alvara virem, que eu ey por ben, e me praz de dar licença a Angela Rul de Cortes, viuva de Hieronimo Cortes, da cidade de Valença, para que por si ou pella pessoa que para isso tiver seu poder, possa imprimir por tempo de dez annos, que se començarao a contar da data de este emdiante, nos meus reinos e senhorios de corona de Portugal, o livro que o dito seu marido compos, intitulado Das propriedades doa animaes terrestres e volatiles [...]
Libro y tratado de los animales terrestres y volátiles, Valencia, Juan Crisóstomo Garriz, 1613.

En cuanto al lugar, lo más probable es que se produjera en Valencia, donde parece haber pasado prácticamente toda su vida. En concreto, a partir de las portadas de algunas de sus obras sabemos que vivía junto al Estudio General.

## Obra
Matemático de profesión, sus escritos se reparten entre los tratados de aritmética y las obras divulgativas de astronomía y de filosofía natural. Su producción se caracteriza por un carácter eminentemente recopilatorio y práctico, si bien tanto en el Compendio de reglas breves (Valencia, herederos de Joan Navarro, 1594) como en Fisonomía natural y varios secretos de naturaleza (¿Valencia?, ¿Juan Crisóstomo Garriz?, ¿1597?) incluye sendos diálogos que, aunque no dejan de depender de la obra de otros autores, pueden considerarse originales de Cortés. Esta obra es citada por Pío Baroja en el primer capítulo de su novela "El cantor vagabundo", aludiendo a una edición en Madrid en 1776. El resto de su obra se limita a recopilar, seleccionar y combinar fragmentos o saberes de otros autores y, muchas veces, a formularlos de una manera accesible a todos los públicos, por lo que su mayor aportación está en el valor didáctico de sus libros. Éstos son:
- Tratado del cómputo por la mano (Valencia, herederos de Joan Navarro, 1591)
- Compendio de reglas breves (Valencia, herederos de Joan Navarro, 1594)
- Lunario perpetuo (Valencia, herederos de Joan Navarro, 1594). En realidad se popularizó a través de su segunda versión, revisada y ampliada, conocida como Lunario nuevo, perpetuo y general, y pronóstico de los tiempos universal (Valencia, herederos de Joan Navarro, 1596)
  - Lunario nueuo, perpetuo, y general, y pronostico de los tiempos, uniuersal. Madrid: Pedro Madrigal. 1601.
- Fisonomía natural y varios secretos de naturaleza (¿Valencia?, ¿Juan Crisóstomo Garriz?, ¿1597?). La versión que se implantaría sería sin embargo la de la tercera edición, revisada y ampliada (Valencia, Juan Crisóstomo Garriz, 1599)
- Aritmética práctica (Valencia, Juan Crisóstomo Garriz, 1604)
- Libro y tratado de los animales terrestres y volátiles (Valencia, Juan Crisóstomo Garriz, 1613)

Todas sus obras, a excepción de las dos últimas, están dedicadas al visitador del arzobispado de Valencia Cristóbal Colón, conocido por haber sido brevemente confesor de Teresa de Jesús, quien parece haber sostenido económicamente al autor. Cortés parece igualmente haber participado activamente en la impresión, distribución y venta de sus obras, a juzgar por el fragmento del privilegio para la Corona de Aragón del Libro y tratado de los animales terrestres y volátiles (Valencia, Juan Crisóstomo Garriz, 1613) visto más arriba y porque al menos las impresas por Juan Crisóstomo Garriz se vendían todas ellas en casa del autor (o de su viuda).
Sus fuentes se dividen entre las autoridades canónicas de las matemáticas, la astronomía y la filosofía natural, y los autores más o menos contemporáneos de textos igualmente científicos y, sobre todo, divulgativos. Así, se muestra familiarizado con los grandes representantes de la tendencia divulgativa científica del siglo XVI, por ejemplo, Giambattista della Porta, Girolamo Cardano, Alessio Piemontese y Girolamo Manfredi, entre los extranjeros, o Juan Pérez de Moya y Juan de Aranda, entre los españoles.
Tanto el Lunario nuevo como la Fisonomía natural fueron éxitos editoriales que se siguieron publicando, con más o menos modificaciones y más o menos frecuencia, hasta el siglo XX, con en torno a 70 ediciones la primera y más de 100 la segunda. Ambas obras fueron traducidas al portugués por Antonio da Silva da Brito e impresas en Lisboa por Miguel Manescal en, respectivamente, 1703 y 1699, donde conocieron igualmente múltiples ediciones. La Fisonomía natural también fue traducida parcialmente al francés (Lyon, s.i., 1621) y por completo al tagalo (Manila, J. Martínez, 1900). La Aritmética práctica conoció asimismo un breve resurgimiento a partir de su recuperación para la edición de Valencia, Juan Lorenzo Cabrera, 1659, pero sin comparación posible con el éxito del Lunario nuevo y de la Fisonomía natural.